# Dinastía Lodi
La dinastía Lodi (en pastún: سلطنت لودھی‎; en persa: سلسله لودی‎) fue una dinastía Ghilzai (Khilji) pastún, que gobernó en el sultanato de Delhi durante su última fase. La dinastía fue fundada por Bhalul Lodhi, la misma gobernó desde 1451 hasta 1526. El último gobernante de esta dinastía, Ibrahim Lodhi, fue vencido y muerto por Babur en la primera batalla de Panipat, el 21 de abril de 1526.

## Bahlul Lodhi
Bahlul Khan Lodhi (r.1451-89) era el sobrino y yerno de Islam Khan (Malik Sultan Shah Lodhi), el gobernador de Sirhind (Punjab) en India y lo sucedió como gobernador de Sirhind durante el reinado del gobernante de la dinastía Sayyyid Muhammad Shah (Muhammad-bin-Farid). Muhammad Shah lo promovió al rango de un Amir. Luego de que el último gobernante sayyida de Delhi, Ala-ud-Din Alam Shah abdicara voluntariamente en su favor, Bahlul Khan Lodhi asciende al trono del sultanato de Delhi el 19 de abril de 1451. Él sofocó algunos levantamientos en las provincias y consiguió apoyo político cediendo grandes extensiones de tierra a sus nobles afganos. Bahlul ocupó gran parte de su tiempo peleando contra el sultanato de Jaunpur y finalmente lo anexó a sus dominios. En 1486 colocó a su hijo mayor Barbak en el trono de Jaunpur.

## Sikandar Lodhi
Sikandar Lodi (r.1489–1517) (n. Nizam Khan), el segundo hijo de Bahlul, lo sucedió tras su muerte el 17 de julio de 1489 y tomó el título de Sikandar Shah. Había sido nominado por su padre para sucederlo y fue coronado sultán el 15 de julio de 1489. Fundó Agra en 1504 y construyó mezquitas. Mudó la capital de Delhi a Agra. Abolió los impuestos sobre el grano y alentó el comercio. Fue un poeta de renombre. Compuso bajo el seudónimo de Gulruk. También fue patrono de la educación y ordenó que un texto en sánscrito sobre medicina fuera traducido al persa. Logró imponerse sobre las tendencias individualistas de sus nobles afganos y consiguió abrieran sus cuentas para ser auditadas por el estado. En resumen fue capaz de infundir vigor y disciplina a la administración. Su mayor logro fue la conquista y anexión de Bihar.

Arquitectura en los jardines Lodi, en Nueva Deli
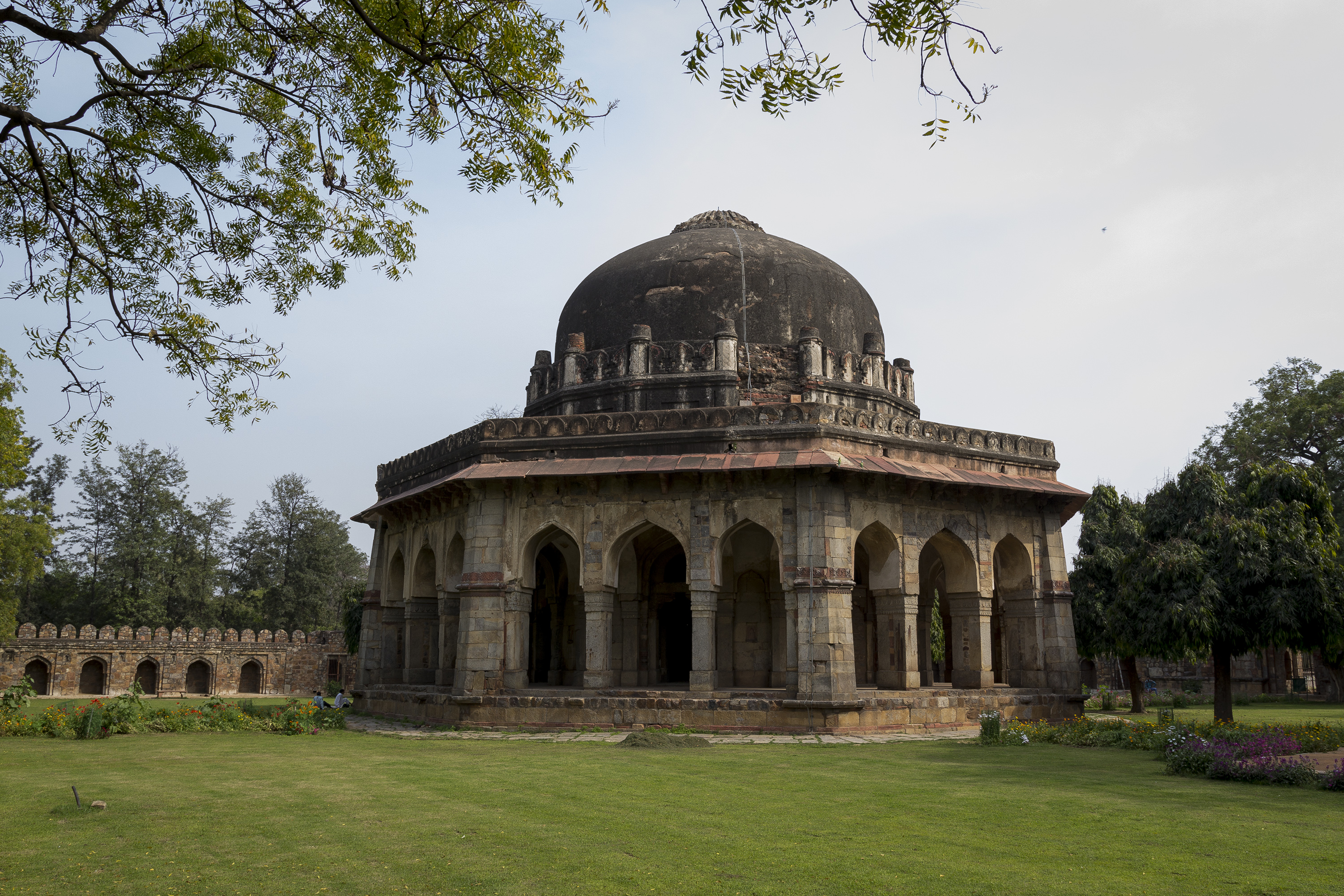
Tumba de Sikandar Lodi
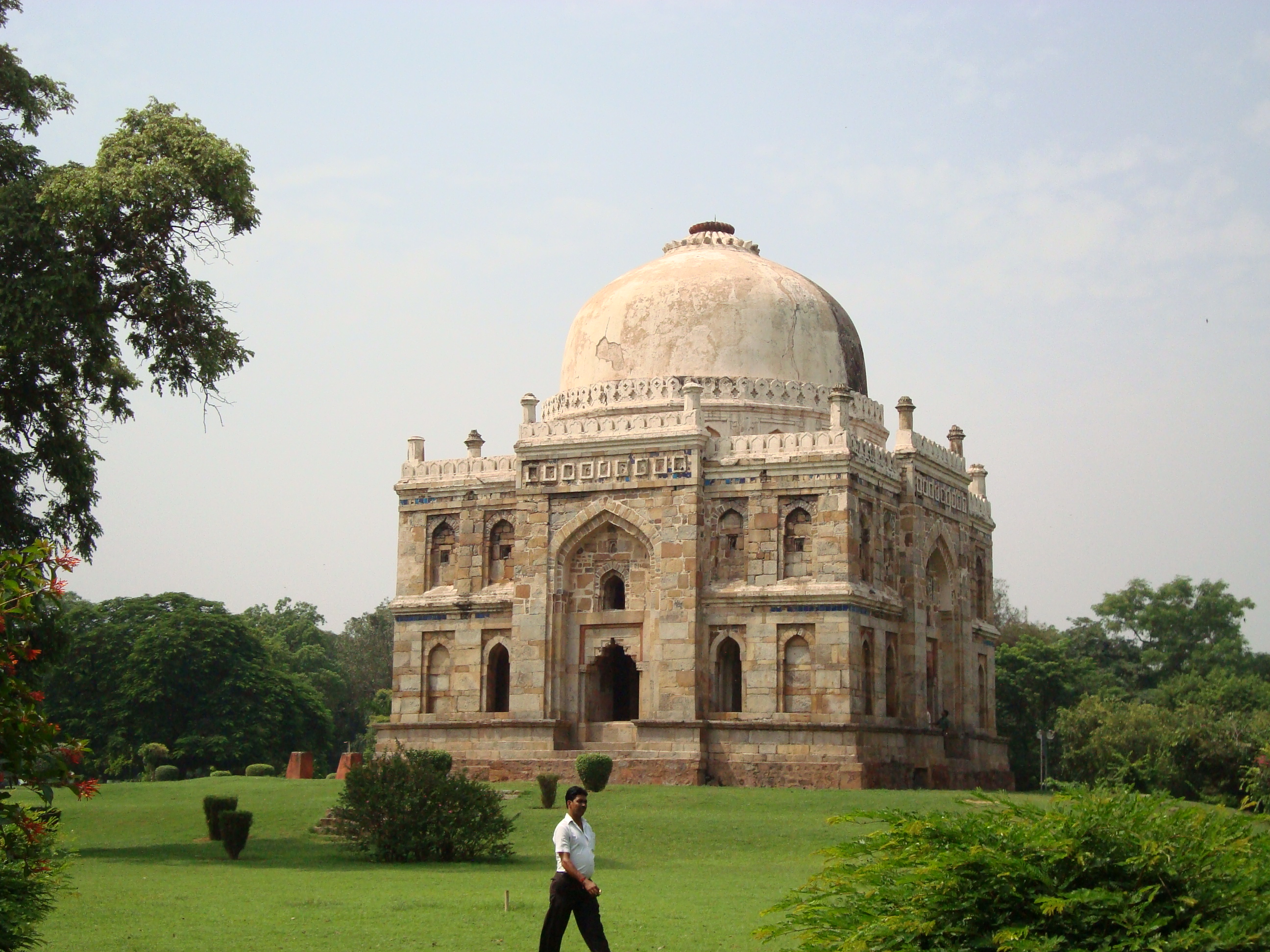
Sheesh Gumbad
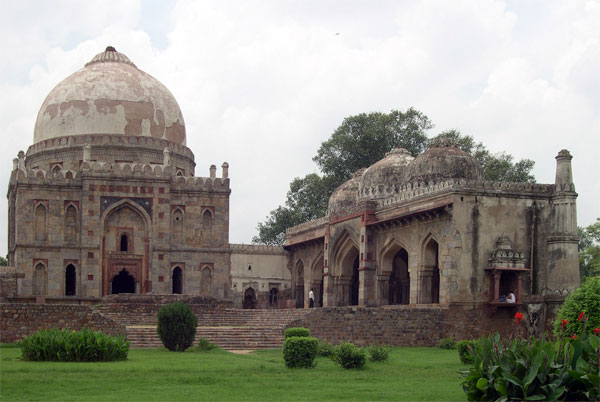
Bara Gumbad
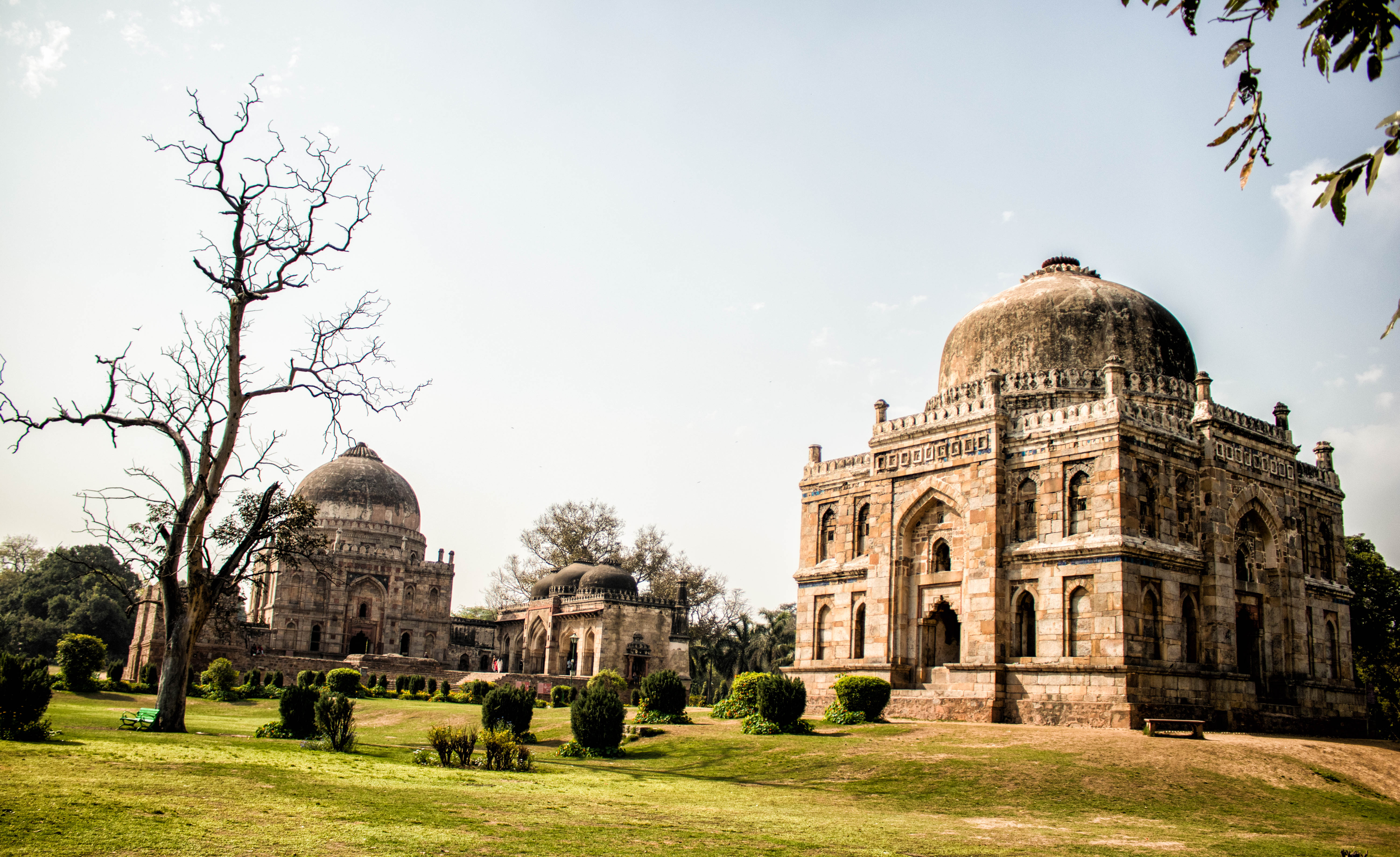
Sheesh Gumbad y Bara Gumbad